# Amtsgericht Herrnstadt
Das Amtsgericht Herrnstadt war ein preußisches Amtsgericht mit Sitz in Herrnstadt.

## Geschichte
In Herrnstadt bestand von 1849 bis 1879 die Gerichtskommission Herrnstadt des Kreisgerichts Guhrau. Das königlich preußische Amtsgericht Herrnstadt wurde mit Wirkung zum 1. Oktober 1879 als eines von 14 Amtsgerichten im Bezirk des Landgerichtes Glogau im Bezirk des Oberlandesgerichtes Breslau gebildet. Der Sitz des Gerichtes war Herrnstadt. Sein Gerichtsbezirk umfasste aus dem Landkreis Guhrau den Stadtbezirk Herrnstadt und die Amtsbezirke Gurkau, Stadtvorwerk Herrnstadt, Wehrke, Wiersewitz und Woidnig sowie Teile der Amtsbezirke Bronau, Lübchen und Schlaube. Am Gericht bestand 1880 eine Richterstelle. Das Amtsgericht war damit ein kleines Amtsgericht im Landgerichtsbezirk. In Königsdorf wurden Gerichtstage abgehalten.
Im Jahre 1945 wurde der Amtsgerichtsbezirk unter polnische Verwaltung gestellt, und die deutschen Einwohner wurden vertrieben. Damit endete auch die Geschichte des Amtsgerichtes Herrnstadt.